# En skindød Ægtemand
En skindød Ægtemand er en dansk stumfilm fra 1916, der er instrueret af Lau Lauritzen Sr..

## Handling
Denne artikel mangler et handlingsreferat. Hjælp os med at skrive det.